# Нитинка терниста
Нитинка терниста, плаунок плауновидний, плаунок плауноподібний (Selaginella selaginoides) — вид плауноподібних рослин родини плаункові (Selaginellaceae). Вид занесений у Червону книгу України.

## Поширення
Населяє арктичні, субарктичні та почасти бореальні регіони Євразії та Пн. Америки; наявні реліктові осередки у горах Європи, Кавказу, Сибіру, Пн. Америки (Скелясті гори на пд. до Невади) та Канарських о-вів. В Україні росте у Карпатах (хребти Чорногора, Свидовець, Ґорґани, Мармароські Альпи) в Івано-Франківській та Закарпатській областях.

## Місцезростання
Альпійський та субальпійський пояси, у вологих та переважно затінених місцях на скелях, по берегах гірських потоків, серед мохового покриву.

## Опис
Невелика (5–10 см заввишки) багаторічна рослина з округлими висхідними стеблами та однаковими спірально розміщеними листками війчастими по краю, інколи з 2–4 зубцями з кожного боку. Стебло ззовні вкрите одношаровою епідермою без продихів. За нею розташована кора з однакових клітин. В порожнині кори на хлорофілоносних нитках-трабекулах підвішений провідний пучок (протостела), що відокремлений від кори ендодермою та перициклом.
На кінцях вегетативних пагонів утворюються стробіли, в яких зібрані спорофіли з мікро- та макроспорангіями. Червонуваті або помаранчеві мікроспорангії з численними мікроспорами розміщуються здебільшого у верхній частині стробіла, а блідо-жовті мегаспорангії з чотирма мегаспорами — у нижній. Спорангії мають коротку ніжку та двошарову стінку, форма їхня ниркоподібна або зворотно-яйцеподібна.